# Atlantis Dubaj
Atlantis Dubai (oficiálně Atlantis, The Palm) je letovisko na uměle vytvořeném poloostrově Palm Jumeirah v Dubaji ve Spojených arabských emirátech. Bylo otevřeno dne 24. září 2008. Jedná se o společný podnik společností Kerzner International Limited a Istithmar PSJC. Samotná budova hotelu, která má celkem 1 539 pokojů, se skládá ze dvou věží spojených mostem.

## Zajímavosti
Pětihvězdičkové rezort zahrnuje také vodní zábavní park (160 000 metrů čtverečních), konferenční centrum a 1900 m2 prodejních prostor. Areál byl dokončen 21. září 2008.
V roce 2020 americká rocková kapela Kiss vysílala svůj první živý silvestrovský koncert na blízkem východě s názvem Goodbye 2020. Skupina překonala dva rekordy v Guinnesově knize rekordů.
Oficiálního otevření se mimo jiné zúčastnili Robert De Niro, Denzel Washington, Oprah Winfreyová, Priyanka Chopra, Janet Jacksonová, Charlize Theronová, sir Richard Branson, Mischa Barton, Wesley Snipes, Lindsay Lohan, Petra Němcová, Boris Becker a Michael Jordan. Kylie Minogue během otevření uskutečnila  první koncert na Blízkém východě. Při slavnostním ceremoniálu proběhl, do té doby, největší ohňostroj na světě. Použito při něm bylo 100 000 kusů pyrotechniky, sedmkrát více než při slavnostním zahájení letních olympijských her v Pekingu. Galavečer stál přibližně 16 milionů liber.